# Alexandre Mindi
Alexandre Mindi o Alexandre de Mindos, en llatí Alexander Myndus, en grec antic Ἀλέξανδρος, fou un escriptor grec nascut a Mindos, a Cària, que va publicar sobre temes de zoologia, i va viure en data incerta (potser el segle i).
Els seus llibres, ara perduts, van ser molt apreciats antigament, ja que els autors es refereixen a ells amb molta freqüència. Els títols d les seves obres són:
- Κτηνῶν Ἱστορία, del que Ateneu de Naucratis en cita un llarg fragment del llibre segon. També el cita Claudi Elià. Aquesta obra podria ser la que s'anomena simplement Περὶ Ζώων
- Περὶ Πτηνῶν, un llibre sobre els ocells, del que parla Plutarc.

Diògenes Laerci diu que també va escriure un llibre sobre mites.